# Graham Mertz
Graham Mertz (* 6. Dezember 2000 in Overland Park, Kansas) ist ein US-amerikanischer Footballspieler auf der Position des Quarterbacks. Er spielte College-Football für die Wisconsin Badgers, bevor er 2023 zu den Florida Gators  wechselte. Seit 2025 steht er bei den Houston Texans in der National Football League (NFL) unter Vertrag.

## Frühes Leben und Highschool-Karriere
Die ersten beiden Highschool-Jahre verbrachte Mertz an der Bishop Miege High School in Roeland Park, Kansas. Dort spielte er High-School-Football und war Backup für den All-State-Quarterback Carter Putz. Vor seinem Juniorjahr wechselte Mertz an die Blue Valley North High School in Overland Park, Kansas. Er führte Blue Valley North als Junior zu einer State Championship und als Senior zum Vizemeister. In seinem letzten Jahr absolvierte er 61,1 % seiner Pässe für 3.886 Yards und einen Staatsrekord von 51 Touchdowns. Er war Finalist des Elite-11-Quarterback-Wettbewerbs im Jahr 2018 und wurde zum Gatorade Kansas Football-Spieler des Jahres ernannt. Graham wurde nach seiner Senior-Saison zum All-American Bowl eingeladen, wo er mit fünf Touchdown-Pässen einen Bowl-Rekord aufstellte und zum MVP des Spiels ernannt wurde.
Mertz wurde von ESPN, 247Sports.com und Rivals.com als Four-Star Rekrut eingestuft. ESPN bewertete ihn als besten Pocket Passer der Klasse 2019 und als 21. bestbewerteten Rekruten insgesamt.
Mertz verpflichtete sich am 9. Oktober 2017, an der University of Wisconsin-Madison Football zu spielen.

## College-Karriere
Alex Hornibrook, der drei Jahre lang die Position des Starting Quarterback innehatte, kündigte an, dass er für die Saison 2019 nach Florida State wechseln werde, sodass die Startposition für die Konkurrenz zwischen Mertz und Jack Coan offen blieb.
ESPN beschrieb Mertz als Wisconsins „am meisten gehypten QB seit Russell Wilson“. Letztlich verlor Mertz den Startplatz an Coan.
Da sich Coan vor der Saison 2020 im Training verletzte, begann Mertz die Saison als Startquarterback und war damit der erste Freshman-Quarterback, der seit 1978 ein Saisoneröffnungsspiel für die Badgers bestritt. Mertz startete das Spiel mit 17 abgeschlossenen Pässen in Folge und glich damit den Schulrekord aus. Seine fünf Pass-Touchdowns beim 45-7-Sieg über Illinois stellten auch den Schul-Einzelspielrekord auf.
Für diese Leistung wurde er zum Big Ten Co-Offensive Player of the Week und Freshman of the Week ernannt. Am Tag nach dem Spiel in Illinois wurde Mertz positiv auf COVID-19 getestet, was zu einem teamweiten Ausbruch führte, der die Absage der nächsten beiden Spiele gegen Nebraska und Purdue erzwang. Mertz erholte sich rechtzeitig für das nächste Spiel des Teams gegen Michigan, das die Badgers mit 49:11 gewannen, trotz einer verhalteneren Leistung von Mertz, der im Spiel 127 Yards und zwei Touchdowns warf. Wisconsin verlor seine nächsten drei Spiele gegen Northwestern, Indiana und Iowa, wobei Mertz in dieser Phase vier Interceptions bei nur einem Pass-Touchdown warf. Im letzten Spiel der regulären Saison gegen den Rivalen Minnesota, das am Samstag bei der Big Ten Championship ausgetragen wurde, schied Mertz im dritten Viertel mit einer Knöchelverletzung aus. Die Badgers gewannen schließlich in der Verlängerung mit 20:17. Die Badgers wurden eingeladen, im Duke’s Mayo Bowl gegen Wake Forest zu spielen. Mertz brachte beim 42:28-Sieg 11 von 17 Pässen an den Mann und verzeichnete 130 Yards Raumgewinn und einen Touchdown. Nach dem Spiel ließ Mertz die Trophäe in der Umkleidekabine fallen. Dabei zersplitterte der gläserne Football oben auf der Trophäe.
Mertz fungierte während seiner Redshirt-Zweitsemestersaison 2021 als Starting Quarterback in allen 13 Spielen für Wisconsin und führte die Badgers zu einer 9:4-Bilanz und einem Sieg im Las Vegas Bowl. Er beendete die Saison mit 1.958 Yards, 10 Touchdowns und 11 Interceptions.
Mertz fungierte in seiner Redshirt-Juniorensaison im Jahr 2022 erneut als Starting Quarterback für Wisconsin und führte die Badgers zu einer 6:6-Bilanz in der regulären Saison. Bei einem 42:7-Sieg gegen Northwestern am 8. Oktober stellte er mit 299 Passing Yards und fünf Touchdown-Pässen einen Karrierebestwert auf. Er beendete die Saison mit 2.136 Passing Yards, 19 Passing Touchdowns und 10 Interceptions.
Am 4. Dezember 2022, vor dem Bowl-Spiel in Wisconsin, gab Mertz bekannt, dass er das Transferportal betritt.

### Florida
Mertz wechselte und schloss sich im Frühjahrssemester 2023 den Florida Gators an. Dort verzeichnete er 2023 20 Touchdowns bei zwei Interceptions sowie 2.903 Passing Yards. Mit seiner Completion Rate von 72,9 Prozent war er führend in der Conference. Im fünften Spiel der Folgesaison 2024 zog er sich einen Riss des vorderen Kreuzbandes zu und musste die Saison vorzeitig beenden.

## Professionelle Karriere
Im NFL Draft 2025 wählten ihn die Houston Texans in der sechsten Runde an Position 197 aus. Mertz unterzeichnete bei den Texans einen Vierjahresvertrag über knapp fünf Millionen US-Dollar.

## Persönliches
Grahams Vater, Ron Mertz, spielte von 1989 bis 1992 Football als Offensive Lineman in Minnesota. Graham hat zwei Schwestern, die College-Basketball spielten: Lauren an der Kansas State und Mya an der Drake University.

## Verweise
1. 1 2 3 4  Adam Rittenberg: Graham Mertz is Wisconsin’s most-hyped QB since Russell Wilson. In: ESPN.com. 4. Juni 2019, abgerufen am 12. Juli 2021 (englisch).
2. 1 2  Graham Mertz. In: UWBadgers.com. University of Wisconsin, abgerufen am 3. Juni 2019 (englisch).
3. ↑  Luke Stampini: 247Sports' final ranking of the Elite 11 QBs. In: 247Sports.com. 3. Juli 2018 (englisch).
4. ↑  Blue Valley North High School Student-Athlete Named Gatorade Kansas Boys Football Player of the Year. In: Gatorade. 6. Dezember 2018 (englisch).
5. ↑  Jack Kocorowski: Graham Mertz breaks a record, wins MVP honors at 2019 All-American Bowl. In: Bucky’s 5th Quarter. Vox Media, 6. Januar 2019 (englisch).
6. ↑  Graham Mertz, Blue Valley North, Pro-Style Quarterback. In: 247Sports.com. Abgerufen am 4. Juni 2019 (englisch).
7. ↑  Graham Mertz, Blue Valley North, Pro-Style Quarterback. In: 247Sports.com. Abgerufen am 4. Juni 2019 (englisch).
8. ↑  Graham Mertz – Football Recruiting. In: ESPN.com. Abgerufen am 4. Juni 2019 (englisch).
9. ↑  Jason Galloway: Badgers football: Quarterback Graham Mertz commits for 2019. In: Madison.com. 9. Oktober 2017 (englisch).
10. ↑  Tom Fornelli: Wisconsin quarterback Alex Hornibrook transferring from Badgers football program. In: CBS Sports. 27. Februar 2019, abgerufen am 12. Juli 2021 (englisch).
11. ↑  Graham Mertz already creating buzz for Badgers. In: Fox Sports. 25. April 2019, abgerufen am 12. Juli 2021 (englisch).
12. ↑  Jeff Potrykus: Wisconsin’s Graham Mertz introduces himself to the college football world with a stellar first start. In: Milwaukee Journal-Sentinel. Gannett, 23. Oktober 2020, abgerufen am 23. Oktober 2020 (englisch).
13. ↑  Big Ten Football Players of the Week. In: BigTen.org. Big Ten Conference, 26. Oktober 2020, archiviert vom Original am 29. Oktober 2020; abgerufen am 27. Oktober 2020 (englisch).  Info: Der Archivlink wurde automatisch eingesetzt und noch nicht geprüft. Bitte prüfe Original- und Archivlink gemäß Anleitung und entferne dann diesen Hinweis.
14. ↑  Larsh's FG lifts Wisconsin past Minnesota 20-17 in OT. In: ESPN.com. 19. Dezember 2020, abgerufen am 12. Juli 2021 (englisch).
15. ↑  Wisconsin drops trophy after beating Wake Forest in Duke May’s Bowl. In: USA TODAY. 30. Dezember 2020, abgerufen am 12. Juli 2021 (englisch).
16. ↑  Cindy Boren:  Wisconsin quarterback's untimely fumble shatters Duke's Mayo Bowl trophy In: Washington Post, 31. Dezember 2020. Abgerufen am 12. Juli 2021 (englisch).
17. ↑  Peter Grathoff: Blue Valley North grad who shattered Wisconsin’s bowl trophy rectified the problem. In: Kansas City Star. 31. Dezember 2020, abgerufen am 12. Juli 2021 (englisch).
18. ↑  Wisconsin dominates Leonhard debut, pounds Northwestern 42-7. In: ESPN.com. 8. Oktober 2022 (englisch).
19. ↑  Gillian Rawling: Badgers quarterback Graham Mertz enters the transfer portal. In: nbc15.com. Abgerufen am 4. Dezember 2022 (englisch).
20. ↑  Wisconsin quarterback Graham Mertz enters transfer portal. In: The Daily Cardinal. Abgerufen am 4. Dezember 2022 (englisch).
21. 1 2  Charean Williams: Texans sign sixth-round QB Graham Mertz. auf nbcsports.com, 8. Mai 2025, abgerufen am 25. Juni 2025 (amerikanisches Englisch).

| Personendaten    | Personendaten                           |
| ---------------- | --------------------------------------- |
| NAME             | Mertz, Graham                           |
| KURZBESCHREIBUNG | amerikanischer College-Football-Spieler |
| GEBURTSDATUM     | 6. Dezember 2000                        |